# Лихтенштейн, Франц де Паула
Принц Франц де Паула Лихтенштейнский (нем. Franz de Paula Joachim Joseph; 25 февраля 1802, Вена — 31 марта 1887, Вена) — сын князя Лихтенштейна Иоганна I и Йозефины-Софии, ландграфини фон Фюрстенберг-Вейтра (von Fürstenberg-Weitra). Он был племянником Алоиза I, братом Алоиза II и дядей Иоганна II и Франца I.

## Биография
Франц родился 25 февраля 1802 года. Он был сыном Иоганна I Лихтенштейнского (1760—1836) и его жены Марии Йозефы Фюрстенберг-Вейтрской (1776—1848).
Франц фон унд цу Лихтенштейн поступил на службу в австрийский шеволежеркий полк № 1 в 1821 году в звании лейтенанта. С 1824 г. поручик 3-го уланского полка, с 1825 г. капитан кавалерии 2-го уланского полка, с 1828 по 1830 г. служил командиром эскадрона в 3-м уланском полку и в 1836 г. произведен в полковники. В революционном 1848 году участвовал в операциях в Италии в качестве бригадного генерала резервного корпуса Вельдена, командуя бригадой, которая была разбита 18 июля 1848 года во втором бою при Говерноло.
В октябре 1848 года он перевелся к армии Виндишгретца и принял участие в качестве генерала в подавлении восстания в Венгрии в 1849 году. В декабре произведен в фельдмаршал-лейтенанты. В зимней кампании командовал кавалерийской дивизией резервного корпуса, участвовал в битве при Хатване (6 апреля 1849 г.) и Первом сражении при Коморне (26 апреля). В летнюю кампанию 1849 года командовал дивизией в составе 1-го корпуса Шлика. Сражался во главе бригады Бьянки в битве при Раабе 28 июня, а также во Второй и Третьей битвах при Коморне 2 и 11 июля. Затем получил командование IV армейским (резервным) корпусом. В сражении при Сегедине (3 августа) его войска форсировали переправу через Тису, через два дня он принял участие в сражении при Сёреге (5 августа). В битве при Темешваре (9 августа) вмешательство его авангардной дивизии генерал-майора фон Герцингера в обход правого фланга венгров принесло победу имперскому оружию.
С 16 октября 1849 года возглавил 3-й армейский корпус как гарнизон в Венгрии. В том же 1849 году он стал шефом 9-го гусарского полка. 26 марта 1850 года за заслуги в венгерской кампании получил Рыцарский крест ордена Марии Терезии. После заключения мира он был назначен генеральным инспектором кавалерии (в должности до 1866 г.) и генералом кавалерии 27 ноября 1859 г. С 1860 по 1861 год был главнокомандующим в Венгрии. В 1868 вышел в отставку. С 1861 года принц Франц был членом Австрийского имперского совета, сначала как пожизненный член до 1871 года, а затем как наследственный член.
Умер 31 марта 1887 года, в Вене.

## Семья и дети
Франц де Паула 3 июня 1841 года женился в Вене на Еве Жозефине Юлии Потоцкой (1818—1895), сестре министра-президента Австрии Альфреда Юзефа Потоцкого. У них было четверо детей:
- принц Альфред (11 июня 1842 — 8 октября 1907), был женат на Генриетте Лихтенштейнской (1843—1931). Имел 10 детей. Дед князя  Франца Иосифа II (1906—1989).
- принцесса Жозефина Мария Джулиана (22 апреля 1844 — 10 октября 1854), умерла в возрасте 10 лет.
- принц Алоиз Франц де Паула Мария (19 ноября 1846 — 25 марта 1920), в первый раз женился в Лондоне 27 июня 1872 года на Марии Генриетте Аделаиде Фокс (1850—1878), приёмной дочери Генри Эдуарда Фокса (4-го барона Холланда), у них было четверо детей; во второй раз женился в Вене 20 мая 1890 года на Иоганне Елизавете Марии фон Клинкош, дочери Йозефа Риттера фон Клинкош, детей у них не было.
- принц Генрих Карл Август (6 ноября 1853 — 15 февраля 1914), не женился и детей не имел.